# JO.LO.AR.
A JO.LO.AR. era uma pistola semiautomática de origem espanhola e com câmara em vários calibres. É um desenvolvimento da pistola Extractor Model Sharpshooter e foi fabricada a partir de 1924 pelo fabricante Bonifacio Echeveria STAR, com patente de J. Lopez de Arnaiz e rebatizada de JO-LO-AR, daí as iniciais do projetista.
O novo projeto não tinha guarda-mato e era equipado em uma ampla gama de calibres de 6,35×16mm (.25 ACP), 7,65×17mm (.32 ACP), 9×17mm (.380 ACP), 9x23 mm Largo, com a maioria das pistolas exportadas para o Peru no calibre 11,43×23mm (.45 ACP). As pistolas JO.LO.AR possuem uma alavanca distinta instalada no lado direito da armação (referida como Palanca) permitindo ao usuário carregar a pistola com a câmara vazia e com o tempo engatilhar a arma com uma só mão, o que a tornou útil especialmente para a Polícia Montada Peruana que estavam a cavalo. Muitas dessas pistolas foram vendidas nos Estados Unidos como excedentes e hoje podem ser consideradas armas de fogo colecionáveis.

## Operadores
- Peru - Polícia Montada Peruana
- Portugal - Adquiriu um pequeno lote de pistolas.
- Espanha - Prestou serviço durante a Guerra Civil Espanhola.